# Koszt (ekonomia)
Koszt – wydatek, który jest ponoszony przez podmiot, w celu późniejszego osiągnięcia przychodów. Jest to np. zakup materiałów handlowych. 
Nie każdy wydatek jest kosztem, natomiast większość wydatków, które mają bezpośredni związek z prowadzeniem działalności gospodarczej są kosztami. Przykładem wydatków, które nie stanowią kosztu uzyskania przychodu są koszty reprezentacji (np. wydatki poniesione na obiedzie z kontrahentem, które mają na celu zbudowanie pozytywnego wizerunku o przedsiębiorstwie).
Kosztem jednakże jest również amortyzacja, czyli sukcesywne zużywanie się środka trwałego, które materialnie nie odpowiada żadnemu wydatkowi, rozumianemu jako zmniejszenie się stanu zasobów pieniężnych. Zmniejszanie się wartości np. maszyny produkcyjnej jest jednak bezsprzecznie kosztem, gdyż ma one związek z działalnością gospodarczą i prawdopodobnym osiągnięciem przychodu. 
W analizie teoretycznej koszty obejmują zarówno wydatki poniesione w związku z wykorzystaniem danych zasobów, jak i koszty alternatywne (koszty utraconych możliwości – tj. koszty odzwierciedlające wartość najlepszej możliwej korzyści utraconej w wyniku dokonanego wyboru).
Niekiedy w analizie teoretycznej przyjmuje się, że koszty ekonomiczne obejmują również zysk normalny, tj. wynagrodzenie za czas poświęcony przez przedsiębiorcę oraz za jego umiejętności i zdolności.
Pojęcia przychody oraz koszty dotyczą perspektywy księgowej, a nie finansowej. Przychody i koszty tworzą rachunek zysków i strat.